# Anchyneura
Anchyneura este un gen de molii din familia Lymantriinae.